# Grupy artylerii (II RP)
Grupy artylerii (GA) – oddziały i pododdziały artylerii organicznej wielkich jednostek piechoty i kawalerii oraz artylerii Odwodu Naczelnego Wodza stacjonujące na terenie jednego okręgu korpusu i podporządkowane dowództwu grupy artylerii (DGA).
Dowództwo GA oraz podporządkowane mu oddziały i pododdziały artylerii Odwodu Naczelnego Wodza (ONW) zarówno w czasie pokoju, jak i wojny nie tworzyły związku taktycznego artylerii (brygady lub grupy).
Dowództwo GA  było pokojowym organem dowodzenia artylerią i kontroli stanu jej wyszkolenia. W czasie mobilizacji rozformowywano je, a na ich bazie tworzono dowództwa artylerii armii i grup operacyjnych. Dowództwa artylerii armii były wyłącznie fachowymi organami dowódców armii i grup operacyjnych w sprawach artylerii. 
Dowódca grupy artylerii podlegał I wiceministrowi spraw wojskowych za pośrednictwem szefa Departamentu Artylerii MSWojsk. W stosunku do żołnierzy pełniących służbę w jednostkach artylerii ONW posiadał uprawnienia dyscyplinarne dowódcy dywizji, natomiast w stosunku do żołnierzy pełniących służbę w pułkach i dywizjonach artylerii organicznej wielkich jednostek posiadał uprawnienia dyscyplinarne dowódcy piechoty dywizyjnej, wyłącznie podczas szkoły ognia.
W skład dowództwa grupy wchodzili: dowódca (etat generała brygady) i 2 oficerów sztabowych oraz personel kancelaryjny. Z dniem 1 września 1931 zniesione zostało stanowisko II oficera sztabu w Dowództwie 11 Grupy Artylerii. Stanowisko to przywrócono dopiero w roku 1938.
28 października 1935 dokonano zmian w podporządkowaniu grup artylerii. Od tej chwili dowódcy grup podlegali I wiceministrowi spraw wojskowych poprzez szefa Departamentu Artylerii MSWojsk wyłącznie w sprawach organizacji i wyszkolenia, natomiast w pozostałych kwestiach - służbowo i dyscyplinarnie - dowódcom okręgów korpusów. 21 maja 1937 11 Grupa Artylerii została podporządkowana dowódcy Obrony Przeciwlotniczej MSWojsk, a 20 maja 1938 przemianowana na Grupę Artylerii Przeciwlotniczej. W sierpniu 1939 dotychczasową Grupę Artylerii Przeciwlotniczej (GAPlot) podzielono na: 1 GAPlot i 2 GAPlot – obie z siedzibą w Warszawie. 
Dowódcy GA podporządkowane były bezpośrednio oddziały i pododdziały artylerii ONW, natomiast w stosunku do jednostek artylerii organicznej wielkich jednostek sprawował kontrolę stanu wyszkolenia. Do obowiązków dowódcy grupy artylerii należała współpraca z inspektorami armii, generałami do prac i generałami inspekcjonującymi oraz dowódcami okręgów korpusów w zakresie inspekcji i spraw garnizonowych podporządkowanych im jednostek.
W 1935 poszczególne grupy artylerii podlegały pod względem inspekcji niżej wymienionym inspektorom armii i generałom do prac:
- gen. broni Kazimierz Sosnkowski – 9 GA,
- gen. dyw. Juliusz Rómmel – 1, 4 i 7 GA,
- gen. dyw. Stefan Dąb-Biernacki – 2 GA,
- gen. dyw. Kazimierz Fabrycy – 6 i 10 GA,
- gen. dyw. Mieczysław Norwid-Neugebauer – 11 GA,
- gen. bryg. Władysław Bortnowski – 8 GA.

Każda z grup artylerii składała się w zasadzie z jednego pułku artylerii ciężkiej i trzech pułków artylerii lekkiej oraz 1-3 dywizjonów artylerii konnej.
Dowódcy 1 GA podporządkowano ponadto 1 Pułk Artylerii Najcięższej w Górze Kalwarii i 2 Dywizjon Pomiarów Artylerii w Rembertowie oraz pod względem kontroli stanu wyszkolenia 32 Dywizjon Artylerii Lekkiej z Centrum Wyszkolenia Piechoty w Rembertowie i 1 Dywizjon Pociągów Pancernych w Jabłonnie (pododdział broni pancernych podporządkowany dowódcy 3 Grupy Pancernej w Warszawie).
Dowódcy 3 GA podporządkowano ponadto samodzielną 2 Baterię Pomiarów Artylerii w Wilnie oraz pod względem kontroli stanu wyszkolenia 33 Dywizjon Artylerii Lekkiej z Obszaru Warownego „Wilno” i Baterię Artylerii Lekkiej KOP „Osowiec” z Centralnej Szkoły Podoficerskiej KOP w Osowcu.
Dowódcy 5 GA podporządkowano ponadto pod względem kontroli stanu wyszkolenia 2 Dywizjon Pociągów Pancernych w Niepołomicach (pododdział broni pancernych podporządkowany dowódcy 3 Grupy Pancernej w Warszawie).
Dowódcy 6 GA podporządkowano ponadto 1 Pułk Artylerii Motorowej w Stryju oraz pod względem kontroli stanu wyszkolenia Dywizjon Artylerii Lekkiej KOP „Czortków” z Brygady KOP „Podole”.
Dowódcy 9 GA podporządkowano ponadto pod względem kontroli stanu wyszkolenia Baterię Artylerii Lekkiej KOP „Kleck” z Pułku KOP „Snów” i artylerię Flotylli Rzecznej MW w Pińsku.
W 1938 sformowane zostały trzy dywizjony artylerii ciężkiej dla 18, 26 i 28 Dywizji Piechoty, a w następnym roku kolejne cztery dla 16, 17, 20 i 30 DP. W następnej kolejności zamierzano sformować dywizjony dla 25 i 29 DP.
31 Pułk Artylerii Lekkiej i 1 Dywizjon Pomiarów Artylerii podporządkowane były komendantowi Centrum Wyszkolenia Artylerii w Toruniu
W dywizjach piechoty, w których powstały dywizjony artylerii ciężkiej utworzono etatowe stanowiska dowódcy artylerii dywizyjnej. Nowo powstałe dywizjony podporządkowano pod względem kontroli stanu wyszkolenia następującym dowódcom grup artylerii:
- 18 i 28 dac – dowódcy 1 GA,
- 26 dac – dowódcy 4 GA,
- 17 dac – dowódcy 7 GA,
- 16 dac – dowódcy 8 GA,
- 20 i 30 dac – dowódcy 9 GA.

W kampanii wrześniowej 1939 dowódcy grup artylerii zajmowali następujące stanowiska służbowe:
| 1 GA  | płk art. Michał Gałązka         | dowódca artylerii Armii „Modlin”                         | hon. gen. bryg. 15 VIII 1962 |
| 2 GA  | płk art. Henryk Kreiss          | dowódca artylerii GO „Piotrków”                          | -                            |
| 3 GA  | płk dypl. dr Stanisław Künstler | dowódca artylerii Armii „Prusy”                          | gen. bryg. 1 I 1964          |
| 4 GA  | płk art. Leonard Lubański       | dowódca artylerii Armii „Łódź”                           | -                            |
| 5 GA  | płk art. Leon Bogusławski       | dowódca artylerii Armii „Kraków”                         | -                            |
| 6 GA  | płk art. Karol Ignacy Nowak     | dowódca artylerii Armii „Karpaty”                        | -                            |
| 7 GA  | płk art. Michał Jancewicz       | dowódca artylerii Armii „Poznań”                         | -                            |
| 8 GA  | płk art. Józef Korycki          | dowódca artylerii Armii „Pomorze”                        | -                            |
| 9 GA  | płk art. Ludwik Buczek          | dowódca artylerii GO „Bielsko”                           | -                            |
| 10 GA | płk art. dr Ludwik Ząbkowski    | dowódca artylerii Zgrupowania Południowego Armii „Prusy” | gen. bryg. 1 IV 1945         |

Dowództwa grup artylerii miały zostać utworzone w terminie do 15 stycznia 1929, w miejsce dotychczasowych okręgowych szefostw artylerii. Podstawę organizacji stanowił rozkaz L. 1019/Org. tjn. Ministra Spraw Wojskowych z 31 grudnia 1928. Ze względu na problemy ze skompletowaniem obsady kadrowej, 20 lutego 1929 postanowiono przedłużyć termin sformowania dowództw. Miały one osiągnąć gotowość w ciągu miesiąca od daty ogłoszenia obsady personalnej w „Dzienniku Personalnym MSWojsk”. Zarządzenia Ministra Spraw Wojskowych o mianowaniu dowódców grup z równoczesnym zwolnieniem z dotychczasowych stanowisk opublikowane zostały w Dzienniku Personalnym MSWojsk nr 7 z 11 kwietnia 1929. Dowodzenie nowo powstałymi grupami powierzone zostało niżej wymienionym generałom i oficerom:
| zastępca szefa Departamentu Artylerii MSWojsk | płk art. Kazimierz Schally           | dowódca 1 GA  |
| szef 2 Okręgowego Szefostwa Artylerii         | gen. bryg. Józef Plisowski           | dowódca 2 GA  |
| szef 3 Okręgowego Szefostwa Artylerii         | płk art. Witold Roszkowski           | dowódca 3 GA  |
| szef 4 Okręgowego Szefostwa Artylerii         | płk art. Stanisław Miller            | dowódca 4 GA  |
| szef 5 Okręgowego Szefostwa Artylerii         | płk art. Jan Maciej Bold             | dowódca 5 GA  |
| szef 6 Okręgowego Szefostwa Artylerii         | gen. bryg. Mikołaj Majewski          | dowódca 6 GA  |
| szef 7 Okręgowego Szefostwa Artylerii         | gen. bryg. Jan Medwadowski           | dowódca 7 GA  |
| szef 8 Okręgowego Szefostwa Artylerii         | płk art. Stanisław Marian Rohoziński | dowódca 8 GA  |
| szef 9 Okręgowego Szefostwa Artylerii         | płk art. Eugeniusz Gałuszczyński     | dowódca 9 GA  |
| dowódca artylerii konnej 1 Dywizji Kawalerii  | płk art. Rudolf Niemira              | dowódca 10 GA |
| szef 1 Okręgowego Szefostwa Artylerii         | płk art. Rudolf Kazimierz Underka    | dowódca 11 GA |

16 kwietnia 1919, w miejsce etatu oficera artylerii-referenta broni, nakazano sformować wydziały artyleryjskie we wszystkich dowództwach okręgów generalnych. Naczelnicy wydziałów artyleryjskich podporządkowani zostali szefom sztabów odnośnych dowództw okręgów generalnych.